# 朱琉
朱琉（1473年—？年），字德嘉，四川瀘州人，軍籍，明朝政治人物。

## 生平
四川鄉試第三十三名舉人。弘治十八年（1505年）中式乙丑科會試第一百八名，二甲第五名進士。正德十五年十一月由雲南臨安府知府升雲南按察司副使，丁憂歸，復除湖廣副使，与鎮守湖廣豐城侯李旻争礼，被逮問。

## 家族
曾祖朱景純；祖父朱□□；父朱□明，母劉氏。具慶下。